# Nyckelbarn

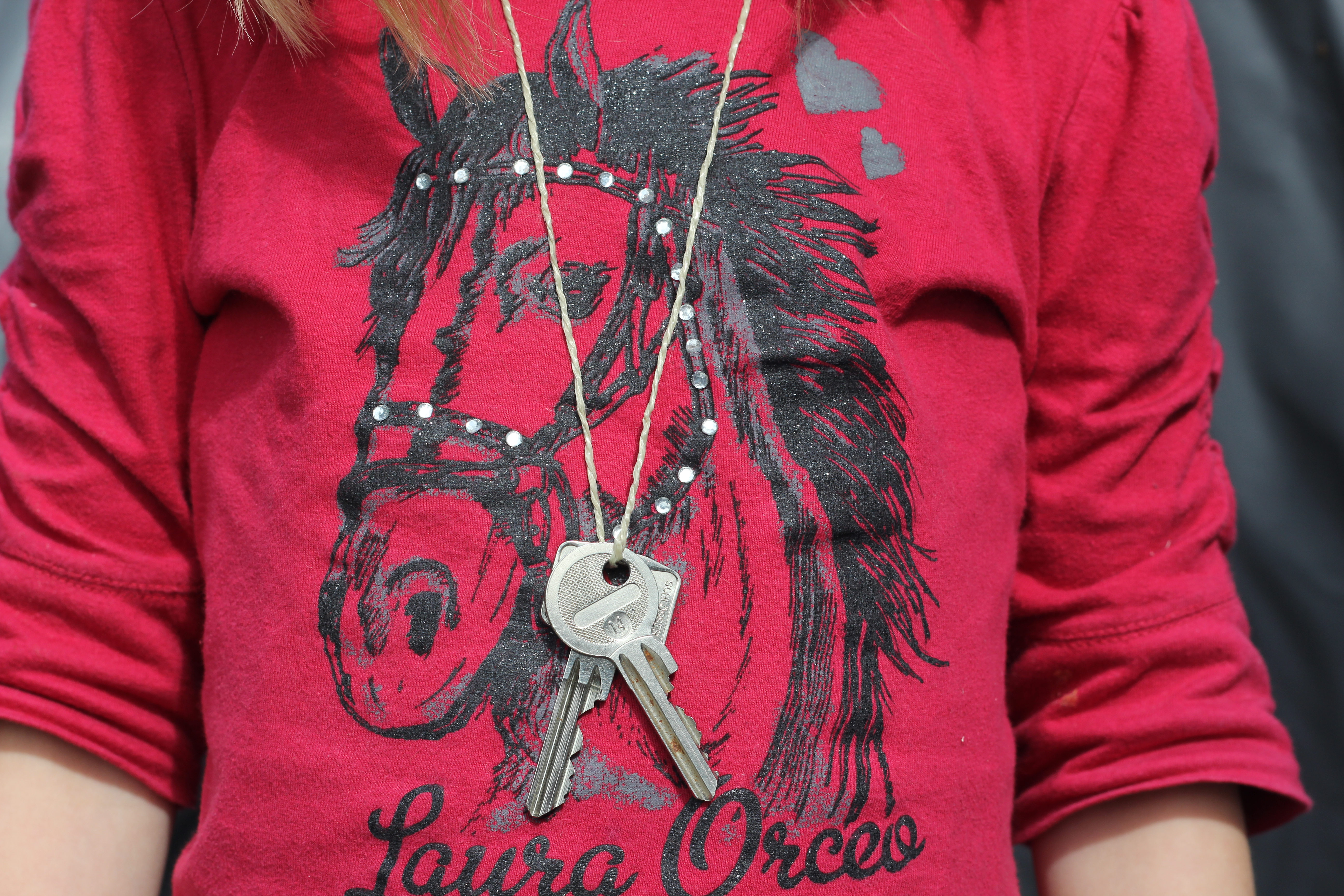
Nyckelbarn

Nyckelbarn är ett barn som har nyckeln hem i ett snöre eller kedja om halsen. Arrangemanget behövs eftersom barnet var för litet för att hantera och förvara en nyckel på vuxet sätt men inte har någon vuxen hemma antingen under större delen av dagen eller i "glappet" mellan att barnet kom hem från skolan och föräldrarna kom hem från arbetet, eller att en kvällsarbetande förälder gått till arbetet och den dagarbetande föräldern kommit hem från sitt. 
Ordet är belagt i svenskan sedan 1947. Begreppet blev alltmer omdiskuterat under 1950- och 1960-talen när fler kvinnor än tidigare började yrkesarbeta och inte längre fanns hemma för att ta emot barnen och ge dem mat, sällskap och läxhjälp när de kom hem från skolan. Ibland sågs nyckeln om halsen som bevis på att föräldrarna inte skötte sina föräldraplikter och inte hade ordnad barntillsyn. Ordet finns med på bokstaven N i Hylands hörnas ABC-bok från 1966:
Nyckelbarnet sa till pappan
Far, jag såg din fru i trappan
där poängen är att det stackars nyckelbarnet knappt känner sin mamma och därför kallar henne "din fru" inför pappan. Musikern Ted Ström gav 1973 ut låten Anders Jansson, nyckelbarn, som handlar om en pojke som utvecklas till kriminell och narkoman.
Begreppet kom ur ropet sedan samhället svarat upp för barngruppens behov genom åtgärder som samlad skoldag och fritidshem.